# Alieu Ebrima Cham Joof
 (mars 2015).
Le contenu est difficilement compréhensible vu les erreurs de traduction, qui sont peut-être dues à l'utilisation d'un logiciel de traduction automatique.
Alieu Ebrima Cham Joof – ou Cham Joof –, né le 22 octobre 1924 à Banjul et mort le 2 avril 2011 à Bakau, est une personnalité gambienne, à la fois historien, homme politique, écrivain, syndicaliste, animateur et directeur des programmes à la radio, chef scout, panafricaniste, conférencier, éditorialiste, militant politique et nationaliste, qui a milité en faveur de l'indépendance de la Gambie au cours de la période coloniale,.

## Enfance
Cham Joof est né le 22 octobre 1924 au 7 rue Griffith, à Bathurst, aujourd'hui Banjul (la capitale de la Gambie). Il était le troisième enfant et le fils aîné d'Ebrima Joof (1887 - 1949) et Aji Anna Samba (1896 - 9 avril 1977).  Du côté de son père, il était un descendant de la dynastie Joof (ou Diouf - l'orthographe française au Sénégal) de Sine et du Saloum, et la dynastie Njie (ou Ndiaye en Sénégal) du Djolof). Du côté de sa mère, il était le grand petit-neveu de Tafsir Sa Lolly Samba Jabou (un djihadiste sénégambien du XIXe siècle, stratèges militaire et conseiller de Maba Diakhou Bâ et l'un des commandants de son armée.

## Éducation
Cham Joof a commencé sa scolarité à l'âge de 11 ans, juste avant son 12e anniversaire. Il a fait sa scolarité jusqu'en 1940 à St. Mary’s Kings School (St Mary's Anglican School) sous la direction du révérend John Colley Faye (communément connu sous le nom révérend JC Faye). Après avoir passé son examen standard à quatre (Standard 4), il a progressé à l'école St. Augustine’s High School (aujourd'hui l'école secondaire St-Augustin) avec d'éminents personnalités politiques gambiens comme Kebba Conteh, M.L. Drammeh et Michael Baldeh. Cham Joof était un joueur de football passionné. À St. Augustine’s High School, il a été choisi comme gardien de but de l'école. Il a complété sa scolarité en 1945 qui a coïncidé avec la fin de la Seconde Guerre mondiale. Après sa scolarité, il a obtenu un emploi à l'OAFC (Compagnie française de l'Afrique occidentale) où il avait travaillé comme employé de commerce jusqu'en 1962.

## Mouvement scout

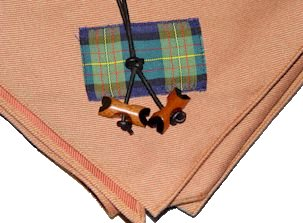
Le badge de bois.

Cham Joof est surnommé le « doyen du scoutisme en Gambie ». Il a été Scout louveteau, et a servi le mouvement scout de 1938 à 2005, quand il a pris sa retraite en tant que président du Gambia National Scout Council. Cham Joof a beaucoup écrit sur l'histoire du scoutisme en Gambie. En 1943, il a été nommé chef du contingent gambien de garçons scouts voyageant au Mali. De 1946 à 1952, Cham Joof a été nommé adjoint chef scout. Il était le fondateur et premier maître Scout Group du 5e Bathurst (aujourd'hui Banjul). Dans les années 1940, Cham Joof représentait le mouvement scout de la Gambie, et a prononcé un discours devant le roi George VI à Londres. Cham Joof était le premier Scout gambien à se voir attribuer le Badge de bois, par le Chef Scout, en 1954 au International Scout Leader training center, à Gilwell Park, en Angleterre. C'est à cette époque qu'il a été nommé par le Gambia Scouts Council pour représenter la jeunesse à la cérémonie du couronnement de la reine Élisabeth II en juin 1953,. En 1957, Cham Joof a été choisi comme chef du contingent de la Gambie au Jamboree mondial de 1957 qui s'est tenue à Sutton Coldfield dans Birmingham (Angleterre).

## Politique des partis et militantisme (période coloniale)
Cham Joof est entré plus tard en politique. Il a battu son adversaire Paul Njie en 1954, et a été élu conseiller municipal pour le quartier militaire à Banjul centre. À la fin de son premier mandat, Cham Joof est réélu de nouveau en 1958 à l'unanimité. À l'époque, Cham Joof a occupé plusieurs postes, notamment : président de l'équipe de la colonie (équivalent de l'Unité de planification physique du Ministère des collectivités locales), président des Parcs et des espaces ouverts, membre du comité du cimetière. En 1961, il a été nommé en tant que membre du Comité chargé de la visite royale de la reine Élisabeth II lors de sa visite en Gambie. En 1962, son deuxième mandat comme conseiller a pris fin.  

### Nationalisme
Pendant sa carrière politique, Cham Joof a tenu une série de campagnes contre le régime colonial britannique en Gambie. Ses campagnes militaient pour l'indépendance de la Gambie. En 1958, Cham Joof et ses associés politiques forment un comité formé de plusieurs partis. Le but de ce groupe était d'obtenir l'indépendance et d'être chargé de la gouvernance de la Gambie. Près de 75 % des leurs propositions ont été rejetées. Le rejet de leur Constitution conduit à la manifestation « Bread-and-Butter » de 1959,,.

## La manifestation «Bread-and-Butter» de 1959
À la suite du refus de l'administration britannique d'accorder l'indépendance à la Gambie, Cham Joof organisa une réunion pour préparer une manifestation devant sa résidence familiale à Albion Place (maintenant Freedom Lane à Banjul). Lui et ses collègues avaient déjà appris que le secrétaire d'État pour les colonies (Allan Lennox Boyd) effectuait une visite d'une journée en Gambie (2 juin 1959), mais avait refusé de les voir pour discuter de leurs exigences, en invoquant un « emploi du temps serré ». De ce fait, ils organisèrent la réunion pour qu'elle ait lieu le même jour que cette visite. En s'adressant à ses collègues et à la population, Cham Joof les informa que les autorités coloniales avaient rejeté leur proposition et que le secrétaire d'État avait refusé de les voir, et que ceux qui le souhaitaient pouvaient se joindre à eux dans la marche vers le palais du Gouverneur pour réclamer l'auto-gouvernance. Quand les manifestants arrivèrent à proximité du palais du Gouverneur, ils commencèrent à scander « nous voulons le droit et la justice ». Un membre du public se mit alors à scander « nous voulons du pain et du beurre », ce qui a ensuite été repris par les autres manifestants, donnant naissance à l'expression. De fait, cet incident est communément connu sous le nom de la « Bread and Butter Demonstration » en Gambie.
Cham Joof et ses associés se virent refuser une audience avec le Secrétaire d'État à la colonie, et une force militaire conjointe britannique se vit ordonner de frapper les manifestants désarmés et utilisèrent des gaz lacrymogènes contre eux afin de les empêcher d'entrer dans le palais du Gouverneur, à Banjul. Les manifestants demeurèrent néanmoins dans une attitude de défi et exigèrent de voir le secrétaire d'État. Au milieu de cela, le surintendant de la police M. Ferguson chargea sa secrétaire, Mlle Clark, de taper à la machine un règlement disant : « Toute personne vue à proximité de la maison du gouverneur sera jugée et punie d'un emprisonnement de cinq ans ». Cham Joof et certains d'entre ses collègues ont été mis en examen pour « incitation du public à désobéir aux lois du pays ». Lui et ses collègues, tel que Crispin Grey Johnson (à ne pas confondre avec Crispin Grey-Johnson - Secrétaire d'État à l'enseignement supérieur à partir de 2008), et M. M.B. Jones (tous deux membres de l'ethnie Aku) furent arrêtés et traduits en justice et qualifiés de prisonniers politiques,.
En dépit de leur protestation au président du tribunal, l'affaire continua pendant trois mois. Leur avocat gambien Bamba Saho mis en cause les autorités coloniales et invoqua la « Déclaration universelle des droits de l'homme et Liberté de réunion », ce qui conduisit à leur libération par le ministère public.

### Indépendance
Alors à la Democratic Congress Alliance (DCA), Cham Joof s'est opposé à Pierre Sarr Njie au Conseil législatif des élections de 1960, mais a été battu. En 1961, le gouvernement britannique a décidé de nommer P.S. Njie, (qui était dans la minorité) comme Premier ministre de la Gambie. Cette décision était contre la volonté de la plupart des électeurs gambiens, parce P.S. Njie était dans la minorité et avaient moins force numérique au sein du Conseil de Sir Dawda Kairaba Jawara (qui deviendra plus tard le premier président de la Gambie). En tant que tel, le Conseil a été dissoute et une conférence constitutionnelle a eu lieu à Lancaster House à Londres, en juillet 1961.
Cham Joof et ses membres du parti se sont joints aux dominantes du People's Progressive Party (PPP) en 1962 pour former l'Alliance PPP / DCA. Dans cette nouvelle alliance politique, Cham Joof s'est présenté aux élections une fois de plus contre le P.S. Njie, mais a été défait. Selon Cham Joof, il « savait qu'il ne pouvait pas vaincre P.S. Njie » mais a confirmé sa « dignité morale comme un transfuge du P.S. Njie ne pas pénétrer dans les provinces, ». La date de l'administration autonome a été fixé pour 1962 et Dawda Jawara a été nommé Premier ministre de la colonie. En 1964, une autre conférence constitutionnelle pour déterminer la date de l'indépendance a eu lieu à Marlborough House à Londres, où tous les partis politiques étaient représentés. La date a finalement été fixée pour février 1965. Le 18 février 1965, la Gambie est devenue un État indépendant et Sir Dawda Kairaba Jawara qui a été fait chevalier par la reine d'Angleterre est devenu le premier président du pays. Bien que Cham Joof ait été membre du parti politique Dawda Jawara (le PPP), il n'était pas l'une des figures principales politiques de ce parti, ni avant ni après l'indépendance.

### Syndicalisme
L'implication Cham Joof dans le mouvement syndical a été inspiré par Edward Francis Small - un membre du groupe Aku qui a formé le premier syndicat en Gambie en 1929 - Le Bathurst Trade Union et en 1935, la Gambia Labour Union. Pendant l'ère coloniale, il n'y avait pas de contrôle des salaires conseil d'administration. Travailleurs gambiens ont été nécessaires pour accepter les bas salaires qui leur sont versés ou quitter leur emploi. Pour s'opposer à cela, Edward Francis a organisé une grève nationale qui a duré 82 jours.  La grève n'a cependant pas atteindre son objectif global que les bas salaires et de la fiscalité forcé continue jusqu'à 1961. Dans la saison 1961 le commerce de l'arachide, Cham Joof (un membre de la Commission spéciale) et ses associés à le Gambia Workers' Union a organisé une grève nationale au nom des travailleurs journaliers payés.  La grève a duré 5 jours. Momodou Ebrima Jallow (communément connu sous le nom M.E. Jallow), qui était alors chef de le Gambia Workers' Union, a été laissé à la tâche de négocier les conditions salariales avec les Chambres de Commerce.  Les Chambres de Commerce dit Jallow pour persuader les travailleurs à retourner au travail et leurs salaires seront payés.  Les travailleurs se sont réunis à l'KGV (le roi George V) en jouant au sol à Half-Die à Banjul d'attendre le rapport Jallow.  Jallow a rendu compte aux travailleurs à la négociation réussie et leur a demandé de retourner au travail.  Cham Joof se méfiait de l'administration britannique et croyait fermement que Jallow a été dupé.  Pour exprimer sa désapprobation, Cham Joof a sur la scène et dit à tous les travailleurs à ne pas retourner au travail jusqu'à ce que leurs revendications salariales ont été satisfaites.  En wolof, Jallow a dit Cham Joof : « Vous mettez la nation sur le feu » à laquelle Cham Joof a répondu : « Je vais le brûler jusqu'à ce qu'il se tourne vers les cendres… l'action positive est à l'ordre du jour, personne ne va travailler pour eux ».
Cham Joof le fer de lance d'une manifestation à Banjul et après leur réunion, Jallow a été arrêté.  Cham Joof déplacé la foule des manifestants près de sa maison et mettre en place un comité de grève qui a rédigé des lettres de protestation et des pétitions et envoyé aux organisations internationales, y compris l'Organisation des Nations unies.  Quand il apprit l'arrestation de Jallow, Cham Joof conduit ses partisans à la station de police à Buckle rue et a exigé sa libération immédiate.  Il a galvanisé le soutien des travailleurs du commerce, des fonctionnaires et l'Assemblée mondiale de la jeunesse.  Jallow a été libéré de prison.  L'administration britannique de voir que les travailleurs gambiens étaient à l'appui de la démonstration, a demandé l'assistance de l'administration britannique en Sierra Leone d'envoyer des officiers de la Gambie afin d'aider les forces de police de la Gambie.  Au lieu d'une force énorme, deux commissaires ont été envoyés à la Gambie de rédiger un rapport en vue de modifier la loi sur les syndicats et d'instituer une commission mixte Conseil industriel.  Cham Joof a été nommé Président du Conseil conjoint industrielle dans les années 1960.

## Panafricanisme
Depuis les années 1960, Cham Joof s'est imposé comme l'un des panafricanistes de premier plan dans la Gambie. Il a assisté à la première Conférence panafricaine Mouvement de la Jeunesse qui s'est tenue à la Tunisie en 1960 et la deuxième conférence en 1961 à la Tanzanie.  Dans ces conférences, il a pu rencontrer Julius Nyerere et Kenneth Kaunda (qui devint plus tard premiers présidents de la Tanzanie et la Zambie, respectivement) et a tenu des discussions politiques avec Kenneth Kaunda (qui il a partagé un avion avec) sur la libération de l'Afrique du colonialisme.
Dans la toute première conférence de l'Organisation de l'unité africaine qui s'est tenue le 1er mai 1963 à Addis-Abeba, Cham Joof a prononcé un discours aux membres dans lequel il dit :

« Il y a à peine 75 ans lorsque les puissances européennes assises autour de la table en Allemagne détiennent chacun un poignard pour dépecer l'Afrique pour son propre bénéfice… Votre succès sera d'inspirer et d'accélérer la liberté et l'indépendance totale du continent africain et éradiquer l'impérialisme et le colonialisme du continent et, éventuellement, le néo-colonialisme de la planète… Votre échec, qui ne vraie africaine en Afrique est de prier pour, permettra de prolonger notre lutte avec amertume et de déception. Par conséquent, je conjure que vous ignorez toute suggestion dehors de l'Afrique et en statuant que la civilisation actuelle, dont certains de la grande puissance se vantent d', sauta à bas de l'Afrique, et se rendre compte que le monde entier a quelque chose de terrestre à apprendre de l'Afrique, vous s'efforcera tout votre possible pour parvenir à un accord, sauver l'Afrique des griffes du néo-colonialisme et ressusciter la dignité africaine, la virilité et la stabilité nationale »

.

## Alex Haley etRacines
En 1967, alors qu'il était le Secrétaire général de la Gambia Farmers Poultry and Fishermen Union (Gambie agriculteurs, la volaille et des pêcheurs de l'Union), Cham Joof allé à l'Hôtel de l'Atlantique à Banjul pour répondre à son compatriote syndicale collègue Irving Brown de l'Fédération américaine du travail.  Un ancien scout de Cham Joof qui était avec Alex Haley et son parti, y compris George Sim a vu Cham Joof et lui présenter à Alex Haley qui est allé à la Gambie à la recherche de ses racines basées sur une vieille histoire dit de lui par sa famille.  Ils ont demandé l'aide de Cham Joof pour mener à bien la recherche.  Cham Joof a demandé un délai de grâce pour se préparer à ce rendez-vous difficile.  Il s'est enrôlé trois de ses amis : M.E. Jallow, A.B. Sallah et K.O. Janneh.  Les quatre d'entre eux mis en place un comité de recherche et ensuite sur la piste à la recherche de l'ancêtre d'Alex Haley, et a communiqué avec Alex en permanence après il est retourné aux États-Unis. Cham Joof et son équipe ont exprimé des doutes quant à Kebba Kanji Fofana (le griot à Juffureh) et a décidé d'interviewer certains Gambiens, y compris réputés historiens oraux qui peuvent être bien informé sur le sujet.  Quand Alex a visité la Gambie, il a mis plusieurs conditions dont certaines figurent l'évolution du titre à partir du titre initialement décidé et la dramatisation de l'œuvre. Racines: La Saga d'une famille américaine serait fictive. Racines d'Alex Haley et émissions de télévision sur la base de sa propre histoire familiale a été un sujet de controverse depuis plusieurs années et a rejeté par certains généalogistes comme Elizabeth Mills.

### Gouvernement Jammeh
Après le président Yahya Jammeh (président de la Gambie) s'est emparé du pouvoir en 1994 dans un coup d'État militaire, quelques hommes d'État gambien et des personnalités comme le Docteur Lenrie Peters, Deyda Hydara, l'évêque Salomon Tilewa Johnson, etc ont été nommés et fait des membres de le Comité consultatif national, dont la mission consistait à assurer une transition rapide et en douceur de retour à un régime démocratique. Cham Joof a été élu comme l'un de ces hommes d'État,. Bien qu'il ait consacré beaucoup de son temps à ses livres et de manuscrits, Cham Joof a servi de source d'information précieuse pour la jeune génération de politiciens gambiens. Certains journalistes gambiens ont critiqué le président Yahya Jammeh pour avoir omis de respecter le rapport et recommandations de ce Comité, et il est rapporté que le président Jammeh mettre en place ce Comité à simplement se mettre la respectabilité, la légitimité et la confiance à son régime.
En 2002, Cham Joof a contribué à la création de l'Unité du journal des débats à l'Assemblée nationale. En cette même année, il a été nommé en tant que membre du Comité international de la résolution des différends.

## Histoire et université

### Radio Gambia
Cham Joof a rejoint le Radio Gambia en tant que radiodiffuseur indépendant en 1968. Au cours de son temps à Radio Gambia, il a été nommé Directeur du programme, et lancé un programme de radio appelée Cossani Sénégambie (l'histoire de la Sénégambie) avec les présentateurs chevronnés comme Assan Njie, Mansour Njie, etc. Le programme pré-enregistré a été un effort de collaboration entre Radio Gambia et Radio Sénégal.  Les deux stations de radio prévu pour le programme pour aller vivre dans le même temps et la date, de sorte que les Gambiens et les auditeurs sénégalais pouvez l'écouter en même temps.  Cham Joof et son équipe de journalistes a parcouru la Gambie et le Sénégal interviewer les anciens pour raconter l'histoire de la Sénégambie.  Dans de nombreux cas, les historiens sénégalais a fait des apparitions en direct à Radio Gambia studio et vice-versa,. Cham Joof était un défenseur de la renaissance de la culture sénégambienne et les langues locales, et en 1974 a été nommé à la tête des langues locales.  Il a pris sa retraite de la radiodiffusion en 1982.

### Les noms de rue à Banjul
Avant que les noms des rues dans Banjul ont été changés le 22 août 1998, d'éloigner la ville de son passé colonial, Cham Joof a été consulté pour donner l'histoire des rues de Banjul, les grandes familles qui habitaient dans les rues concernées, leurs récits historiques et de leur importance sur l'histoire de la Sénégambie.

### Université
Dans ses dernières années, Cham Joof est devenu à temps partiel professeur à l'université de Gambie. Plus tard, les étudiants de l'université sont allés à son domicile pour recevoir leurs cours. Il a également écrit plusieurs livres et manuscrits relatifs à l'histoire de la Gambie et de la Sénégambie.

## Sélection de livres et manuscrits de Cham Joof
Beaucoup de manuscrits Cham Joof étaient inédits, mais cités par les érudits qui ont interagi avec lui, y compris africains, européens et américains savants sur histoire de la Sénégambie Certaines œuvres de Cham Joof sont les suivantes :
- Gambia, Land of our heritage
- The history of the Banjul Mosque[26]
- Senegambia, The land of our heritage
- The history of the Bushell. Origin of The Gambia Chamber of Commerce & Industries
- Getting to know The Gambia[27]
- Reviving a culture that had refused to die (1995)
- The calendar of historical events in The Gambia, 1455–1995 (1995)
- The Research Committee of Mbootaayi Xamxami Wolof
- The Centenary of Muhammedan School, 1903–2003. The First School Built by Muslim Community in Bathurst. A Memory Lane.
- The lives of the Great Islamic Scholars and Religious leaders of Senegambia. (November 1998)
- Banjul, The Gambia
- From: Freedom. To: Slavery. The evil that men do. Lives after them. Alex Haley’s "Roots"
- The century of historic events in The Gambia, troisième édition, 1900–1999.
- Ethnic groups of The Gambia. 1990
- The history of Fanal. (January 1991)
- Party politics in The Gambia, 1945 -1970
- The visit of the venerable Sheikh Alhaji Sekou Umar (Futi) Taal, Njol Futa to The Gambia. A visit which illuminates a whole nation.
- Know your country, General knowledge, Questions
- Know your country, General knowledge, Answers
- THE ADVENTURER
- The traditional way of life in Gambian society
- The root cause of the bread and butter demonstration. s.n., (1959)
- Banjul Daemba 1816-1999 Tagator (1999)

## Colonnes des journaux
Cham Joof était un chroniqueur régulier et collaborateur au journal The Point, ainsi que Corner Histoire du Weekend Observer (papier week-end du Daily Observer). Il est pionnier de cette colonne (Corner Histoire) en 1993 et plus tard a demandé Hassoum Ceesay du Daily Observer de prendre sur elle. Hassoum Ceesay a repris la colonne en 1996. Certains des colonnes Cham Joof comprennent :
- The Point Newspaper, le vendredi 9 mai 2003 (Gambie):

Alhaji. A.E.Cham Joof, M.R.G. « The Genesis of The Half-Die Mosque. »
- Weekend Observer. 29 au 31 mars 1995.  Page 9 (Gambie):

History Corner with Alhaji A.E Cham Joof. « Diamond Jubilee of Scouting in The Gambia, Senegambian Scouting Joint Committee Senegalo/Gambian Katibougou old Scouts. »
- Weekend Observer, 19 au 21 juillet 1996, p. 11:

Alhajie. A. E. Cham Joof, « Chossani Senegambia », (Histoire du Saloum)
- Weekend Observer. Mai 1995

History Corner with Alhaji A.E Cham Joof. « The History of the Banjul Mosque », Weekend Observer, 5 à 7 mai 1995

## Organisations fondées ou cofondées par Cham Joof
- En 1957, Cham Joof a fondé le Mouvement première jeunesse gambienne appelé le Conseil central des jeunes dans la Gambie (Central Council of Youths in the Gambia - en anglais). Il était le secrétaire général de ce Conseil et a aidé à la construction du siège du Conseil à Banjul[6].
- Cham Joof était membre-fondateur et secrétaire de la Société de développement en Gambie (Gambia Development Company). Cette société a été fondée en 1964 et aurait introduit le tourisme en Gambie[6].
- En 1965, Cham Joof a fondé l'Studios Bathurst (Bathurst Studios).  Le but de cet atelier était de former les jeunes hommes sur les compétences pratiques telles que l'art et l'artisanat. Ce studio a conçu et produit la ville de Banjul Conseil des armoiries[6].
- Les agriculteurs Gambie, de la volaille et des pêcheurs de l'Union a été fondée par Cham Joof en 1966 (The Gambia Farmers Poultry and Fishermen Union). Il a également été membre et secrétaire général de cette Union. C'est au cours de son mandat en tant que secrétaire général qu'il a reçu Alex Haley quand il a visité la Gambie en 1967[6].
- Mbootaayi Xamxami Wolof (Association La Sagesse wolof) a été fondée en 1978.  Cham Joof a été un membre-fondateur et secrétaire de cette association[6].
- Cham Joof a cofondé "ECCO" de la Gambie (Education Through Culture and Communication Organisation)  l'éducation par la culture et de la Communication Organisation. Il était le président en exercice de cette organisation.  ECCO est un « non-gouvernementale internationale s'intéresse à la promotion et la préservation des cultures locales[30],[3] ».

## Autres fonctions de Cham Joof
- Membre de l'Unité Tribunal du contentieux administratif de la Magistrates Court à Banjul[Quoi ?] (2003-2007)[3]
- Président du Comité des finances du Centre de formation d'entreprise (Business Training Centre (BTC)[31]
- Président du Comité de planification gambienne
- Vice-président de la Fédération de Gambie de football[31]
- Secrétaire du Conseil central des clubs de jeunes de la Gambie[31]
- Secrétaire des finances du Parti démocratique en Gambie…  etc.[31]

## Mort
Cham Joof est décédé le 2 avril 2011 juste avant son 87e anniversaire à son domicile à Bakau (une ville de la Gambie). En hommage à Cham Joof, Hassoum Ceesay du journal Daily Observer a dit : 
« La disparition de… Alhaji A.E. Joof Cham a coûté la Gambie son historien avant tout ».
Professeur Sulayman S. Nyang de l'Université Howard a déclaré: 
« Connu pour moi depuis ma jeunesse comme dépisteur d'un garçon en Gambie, je vous écris pour témoigner qu'il était un leader de la communauté et les militants qui ont tenté très difficile à saisir nos souvenirs et d'histoires dans les pages de l'histoire ».
Momodou Jammeh, du journal The Point, lui a rendu hommage dans les termes suivants :
« Il était important parmi les organisateurs de la manifestation « Bread-and-Butter », qui a dirigé le développement constitutionnel en Gambie… Il était une personne dynamique et la voix douce, qui a gardé un profil très bas. Sa porte était toujours ouverte à quiconque a besoin de son service ».

## Héritage
Cham Joof a laissé un héritage de plusieurs livres et de manuscrits sur l'histoire de la Gambie et de la Sénégambie en général (Sénégal et Gambie), ainsi qu'un développement culturel au sein de la Gambie. Au cours de sa vie, il fait don de plusieurs documents à la Gambie Archives nationales (The National Record Services) - où il a servi en tant que président. Il était aussi une personne philosophique et avait laissé plusieurs proverbes enracinés dans la « conscience sociale » et de l'histoire,,. Cham Joof est considéré comme l'un des leaders nationalistes les gambiens de l'époque coloniale qui ont travaillé avec diligence pour parvenir à l'indépendance pour la Gambie. Il était l'un des principaux personnages politiques gambiens qui ont combattu pour l'introduction de la franchise à tous les Gambiens, et forcé le gouvernement britannique de céder à l'idée de l'amendement de la Constitution,,  Bien que Cham Joof ne fût pas l'une des personnalités principales des People's Progressive Party (PPP) avant ou après l'indépendance, sa contribution à long politique, historique et culturel dans le pays est bien reconnu,.

« Quand l'indépendance est venu à la Gambie, Cham Joof n'était pas l'une des figures dominantes dans le cabinet de Sir Jawara ou dans le Parlement gambien. Cependant, dans la perspective plus large de l'histoire gambienne, on peut maintenant écrire rétrospectivement, que dans les dernières années de la seizième le président Yahya Jammeh, Cham Joof, si reconnu ou non servi de source d'information utile pour la jeune génération de politiciens gambiens qui dirigent le pays. Ces aspects de ses legs sera fait connaître par des chercheurs qui écrivent des thèses de maîtrise et thèses de doctorat sur la politique et figures sociales en Gambie au cours des siècles vingtième et vingt et unième.

Professeur Sulayman S. Nyang, (université Howard) »